# Heraldisk förkortning
| Ljusdals kommunvapen (ett bockhuvud) är en förkortning av Hälsinglands landskapsvapen (en bock). |  | Ljusdals kommunvapen (ett bockhuvud) är en förkortning av Hälsinglands landskapsvapen (en bock). |
| Ljusdals kommunvapen (ett bockhuvud) är en förkortning av Hälsinglands landskapsvapen (en bock). |  |                                                                                                  |

Heraldisk förkortning är ett begrepp som används inom heraldiken och avser när en del av ett vapens vapenbild används för att representera vapnets bärare i ett annat vapen.
Om man skall skapa ett sammansatt vapen och anser att det blir alldeles för plottrigt, kan man komponera ett vapen som innehåller delar av de vapenbilder som finns i de vapen som man har tänkt att sätta samman. Ett exempel är Stockholms läns vapen, där gripen i Södermanlands vapen har förkortats till ett griphuvud.
Det förekommer också att till exempel kommunvapen skapas genom att göra en förkortning av vapnet för det landskap som kommunen ligger i eller ibland en förkortning av riksvapnet. Därvid förekommer också att man gör en tinkturförändring och att den förkortade bilden multipliceras till flera likadana.